# Persisk dovhjort
Persisk dovhjort, iransk dovhjort eller irakisk dovhjort (Dama mesopotamica) är en däggdjursart som först beskrevs av Victor Brooke 1875.  Dama mesopotamica ingår i släktet Dama och familjen hjortdjur. Inga underarter finns listade i Catalogue of Life. Artens taxonomiska status är omstridd. Wilson & Reeder (2005) räknar den som underart till vanlig dovhjort.
IUCN kategoriserar persisk dovhjort globalt som starkt hotad.

## Utseende
Arten når en mankhöjd av 90 till 140 cm samt en vikt av 100 till 150 kg. Den korta och mjuka pälsen på ovansidan har en rödbrun till ockra grundfärg. Vid nedre delen av bålen finns en linje av sammanlänkade vita fläckar och ovanför linjen finns vita punkter och fläckar ojämn fördelad över ryggen. En liknande men lodrätt linje förekommer på varje lår. Pälsen kring den svarta nosen, på buken och kring svansen är vit. Hos flera exemplar är även halsen under hakan och största delen av svansen vit.
Liksom hos dovhjorten har bara hannar horn. Persisk dovhjort har bara i nedre delen av hornen en tydlig skovel och den är allmänt större än dovhjorten.

## Utbredning
Detta hjortdjur hade ursprungligen ett stort utbredningsområde. Under historisk tid fanns arten från östra Turkiet och Israel till västra Iran. Numera finns bara två små populationer i västra Iran kvar. Dessutom återintroducerades Persisk dovhjort på en ö i Urmiasjön och i några skyddsområden i Iran och Israel. De återintroducerade individerna är oftast hybrider med vanlig dovhjort som avlades fram i en tysk djurpark. Habitatet utgörs av olika slags fuktiga och torra skogar.

## Ekologi
Parningen sker i augusti eller september och ungarna föds i mars eller april.
På grund av att den ursprungliga populationen är så liten är levnadssättet främst känd från exemplar som hölls i fångenskap eller från återintroducerade djur. De senare lever främst ensamma eller i mindre grupper men de bildar inga hjordar. De är aktiva på natten och äter gräs, blad, unga växtskott och andra växtdelar.
Vanligen föds bara en unge per kull och honor har förmåga att para sig varje år framgångsrik.